# 大连国际服装节
大連國際服裝節，也稱大連服裝節，是由大連市政府承辦的本地節日。服裝節的舉辦以宣傳大連旅游，推廣交流文化及促進經濟發展為目的一體的節日。慶祝活動主要分爲歌舞表演、中國（大連）國際服裝紡織品博覽會及巡游狂歡慶典三部分。

## 歷史
1988年8月，大連市政府聯合中華人民共和國國家旅遊局、中国服装工业总公司、文化部社会文化管理局等部門共同舉辦第一届大連國際服裝節。
2006年「大連國際服裝博覽會」正式更名爲「中國（大連）國際服裝紡織品博覽會」。
2012年第二十三屆服裝節，為慶祝中日建交40周年友好年，大連市政府與日本駐領事館大連辦事處在大連世界博覽廣場内聯合共同主辦日本和服主題服裝展覽。
2021年服裝節開幕式工信部授予大連市「紡織服裝創意設計試點園區（平台）」。

## 外部鏈接
- 新華網大連國際服裝節主題 （页面存档备份，存于）
- 中國（大連）國際服裝紡織品博覽會 （页面存档备份，存于）
- 大連國際服裝節專題 （页面存档备份，存于）
- 第五屆大連服裝節文藝晚會 （页面存档备份，存于）